# Abington, Massachusetts
Abington este un oraș situat în comitatul Plymouth, Massachusetts, Statele Unite ale Americii, la 32 de km sud-est de capitala statului, Boston. La Recensământul Statelor Unite ale Americii din 2010, populația orașului era de 15,985 de oameni, densitatea fiind astfel de 624,05 de locuitori/km².

## Geografie
Orașul Abington este situat la coordonatele 42°17′N 70°45′V. Conform Biroului de Recesământ al Statelor Unite ale Americii, suprafața orașului Abington este de 25,61 km², 25 de km² fiind câmpie, iar 0,62 km² fiind apă.

## Demografie
Conform Recensământul Statelor Unite ale Americii din 2010, în orașul Abington trăiesc 15,985 de oameni, densitatea fiind astfel de 624,05 de locuitori/km². Din cei 15,985 de locuitori, 92.51% sunt albi, 2.14% sunt afroamericani, 0.24% sunt amerindieni, 1.78% provin din Asia, 0.01% sunt insulari din Pacific și 1.79% sunt din alte rase.